# Haus des Gastes (Pfronten)

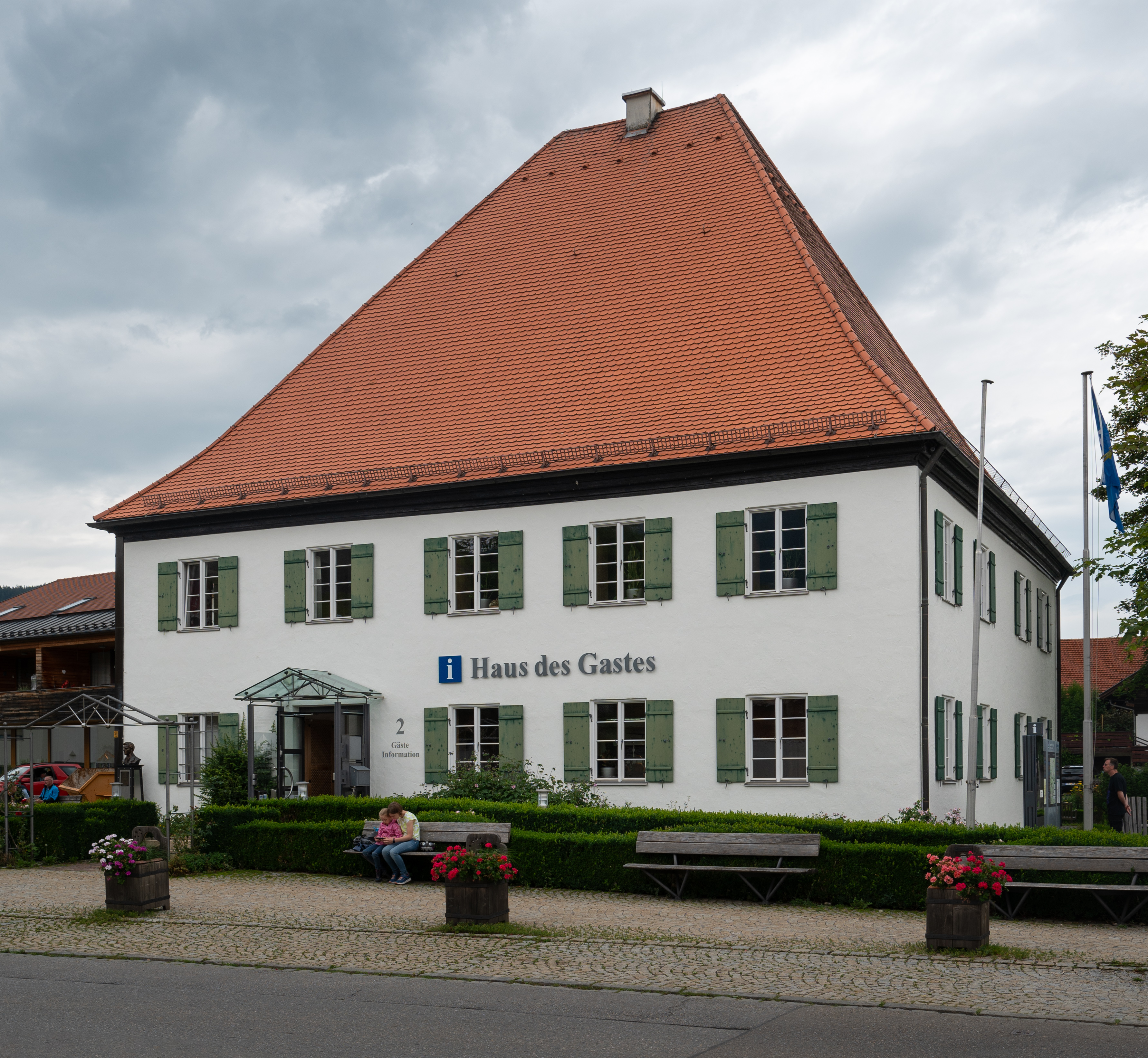
Haus des Gastes

Das markante Haus des Gastes in Pfronten ist ein Gebäude, das in die Liste der Baudenkmäler aufgenommen wurde. Es steht im Ortsteil Pfronten-Ried am Beginn der Vilstalstraße. 

## Hausgeschichte

### Schießstatt
Im bayerischen Kataster-Uraufnahmeblatt SW XXVII.33 ist an der Stelle des heutigen Haus des Gastes ein quadratisches Gebäude eingetragen, das die Bezeichnung „Schiesstatt“ trägt. Hier exerzierten die Pfrontener Schützenkompanien, die vor 1800 als eine Art Heimatschutz ursprünglich militärische und polizeiliche Aufgaben hatten. Falls ihre Schießstatt am Rande der Rieder Viehweide hier in der Mitte des 18. Jahrhunderts nicht völlig neu errichtet wurde, dann war ihr zuvor auch das Tanzhaus der Gemeinde Pfronten angegliedert. 1740 heißt es nämlich, dass das „Tanzhaus und die Zielstatt“ eingefallen seien und das alte Holz verkauft worden ist. Das Tanzhaus wird bereits in der Gemeinderechnung 1698/99 erwähnt.
Mit dem Übergang des Hochstifts Augsburg in den bayerischen Staat verloren die Schützen an Bedeutung und mussten ihren bisherigen zentral gelegenen Übungsplatz aufgeben. Sie fanden eine neue Heimat im Achtal in der Gastwirtschaft Fallmühle.

### Schule
Die neue bayerische Regierung ordnete alsbald an, dass die zum Teil veralteten Schulgebäude durch Neubauten ersetzt werden sollten. Auch in Pfronten war die alte Schule im Ortsteil Heitlern viel zu klein und von Grund auf baufällig. Deshalb plante die Gemeinde ein neues Schulhaus, das der damalige Lokalschulinspektor, Pfarrer Johann Nepomuk Lutzenberger, in der Nähe der Kirche St. Nikolaus und des Pfarrhofes sehen wollte. Da der Neubau aber auch die Gemeindekanzlei beherbergen sollte, wünschte der Gemeindevorsteher Johann Martin Hörmann als Standort den Ortsteil Ried, wo er selbst wohnte. Der Gemeindevorsteher setzte sich durch und so entstand das Schulhaus in Ried am Platz der ehemaligen Schießstätte.
Es ist ein zweigeschossiger Massivbau mit Vollwalmdach. Besonders interessant ist der extrem hohe Dachstuhl, über den der Zimmermeister Joseph Anton Schwarz von Pfronten-Kappel abgerechnet hat. Auf dem Dach wurde sogar ein Blitzableiter verlegt, für den 194 Schuh (ca. 58 Meter) Messingdraht benötigt wurden. Innen trennt ein geräumiger Hausgang einen kleineren Teil im Westen von einem breiteren östlichen Teil ab. Hier befanden sich unten das „Gemeindezimmer“ und nördlich ein Schulsaal. Im Obergeschoss waren zwei weitere Schulsäle. Die schmälere Seite des Gebäudes beherbergte unten auf der Südseite ein gewölbtes Archiv, dessen schwere Eisentüre noch erhalten ist. Darüber befanden sich zwei kleinere Räume, die einem oder zwei Adstanten (Hilfslehrer) als Wohnung dienten. Zwei übereinanderliegende „Sekrete“ in einem nördlichen Anbau waren die Toilettenanlage.
Zur Einrichtung gehörten drei Kruzifixe, die Johann Sigmund Hitzelberger geschnitzt hatte und im Gemeindezimmer hing im Goldrahmen ein Bild von König Max I. Joseph sowie ein weiteres, wohl älteres Kruzifix. Außerdem gab es in zwei Schulzimmern ein neues „Positiv“ bzw. eine „Orgel“ (kleines und größeres Klavier).
Bei der Einweihung des Schulgebäudes am 21. November 1817 fand eine feierliche Parade statt, an der Musikanten, Schützen und „Fisilier“ und sogar „Ordinanz Reiter“ teilnahmen. Sie wurden bei Franz Brecheler im Gasthof Engel bewirtet, was sich die Gemeinde zu den gesamten Baukosten in Höhe von 4.400 Gulden weitere 35 Gulden kosten ließ.

### Haus des Gastes
Die wachsende Bevölkerung und damit steigende Schülerzahlen sowie eine geplante Zusammenlegung der Volksschulen in Pfronten-Ösch und Pfronten-Ried machten bis 1956 den Bau einer neuen Schule notwendig. Nach dem Umzug der Schüler in die Zentralschule in Pfronten-Heitlern kam die Frage nach der weiteren Verwendung des Rieder Schulgebäudes auf. Im Gemeinderat gab es nicht wenige Mitglieder, die den Abbruch des inzwischen recht unansehnlichen alten Schulhauses befürworteten. Es ist vor allem dem Verein zur Erhaltung des alten Schulhauses in Pfronten zu verdanken, dass es nicht dazukam.
Nun ist in dem Gebäude, in dem so viele Generationen von Pfrontenern die Schulbank gedrückt haben, nach einer grundlegenden Sanierung und einem behutsamen Umbau die Zentrale von „Pfronten Tourismus“ und das Tourismusbüro untergebracht. Im Obergeschoss finden jetzt die Sitzungen des Gemeinderates statt. Das ehemalige Archiv, später auch als Karzer genutzt, dient nun als Ausstellungsraum für Werke der Pfrontener Künstler.